# Червоний Дракон (фільм)
«Червоний Дракон» (англ. Red Dragon) — американсько-німецький кримінальний трилер режисера Бретта Ретнера, що вийшов 2002 року. У головних ролях Ентоні Гопкінс, Едвард Нортон. Стрічку знято на основі однойменного роману Томаса Гарріса.
Сценаристом був Тед Таллі, продюсерами були Діно Де Лаурентіс і Марта Де Лаурентіс. Вперше фільм продемонстрували 30 вересня 2002 року у США.
В Україні у кінопрокаті фільм не демонструвався. Переклад та озвучення українською мовою зроблено «Студією ТВ+» на замовлення ICTV.

## Сюжет
Події стрічки розгортаються перед тими, що зображені у «Мовчанні ягнят». Вілл Ґрем — спеціальний агент ФБР, що упіймав серійного вбивцю Ганнібала Лектора. Ця операція ледь не позбавила його розуму, тому Вілл покидає службу. Проте з'являється новий серійний вбивця і тому Вілл повертається у ФБР, а для того, щоб зловити злочинця він звертається до Ганнібала.

## У ролях
| Актор                | Персонаж                                    | Роль                                                        |
| -------------------- | ------------------------------------------- | ----------------------------------------------------------- |
| Ентоні Гопкінс       | Ганнібал Лектер (англ. Hannibal Lecter)     | психіатр і серійний вбивця                                  |
| Едвард Нортон        | Вілл Ґрем (англ. Will Graham)               | агент ФБР                                                   |
| Ральф Файнс          | Френсіс Доларгайд (англ. Francis Dolarhyde) | психічно хворий серійний вбивця, працівник у Gateway Corp   |
| Гарві Кейтель        | Джек Кроуфорд (англ. Jack Crawford)         | спеціальний агент                                           |
| Емілі Вотсон         | Реба МакКлейн (англ. Reba McClane)          | сліпа співробітниця Френсіса Доларгайда                     |
| Мері-Луїз Паркер     | Моллі Ґрем (англ. Molly Graham)             | дружина Вілла Ґрема                                         |
| Філіп Сеймур Гоффман | Фредді Лаундс (англ. Freddy Lounds)         | журналіст                                                   |
| Ентоні Хілд          | Фредерік Чілтон (англ. Frederick Chilton)   | адміністратор Балтіморської державної лікарні для злочинців |
| Білл Дюк             |                                             | офіцер поліції                                              |
| Френк Вейлі          | Ральф Менді (англ. Ralph Mandy)             | співробітник Френсіса Доларгайда                            |
| Алекс Девід Лінц     |                                             | юний Френсіс Долархайд, озвучка                             |

## Сприйняття

### Критика
Фільм отримав змішано-позитивні відгуки: Rotten Tomatoes дав оцінку 69 % на основі 185 відгуків від критиків (середня оцінка 6,4/10) і 75 % від глядачів із середньою оцінкою 3,4/5 (272,888 голосів). Загалом на сайті фільми має позитивний рейтинг, фільму зарахований «стиглий помідор» від кінокритиків і «попкорн» від глядачів, Internet Movie Database — 7,2/10 (156 076 голосів), Metacritic — 60/100 (36 відгуків критиків) і 6,7/10 від глядачів (76 голосів). Загалом на цьому ресурсі від критиків фільм отримав змішані відгуки, а від глядачів — позитивні.

### Касові збори
Під час показу у США, що розпочався 4 жовтня 2002 року, протягом першого тижня фільм показали у 3,357 кінотеатрах і він зібрав 36,540,945 $, що на той час дозволило йому зайняти 1 місце серед усіх прем'єр. Показ фільму протривав до 2 січня 2003 року. За цей час фільм зібрав у прокаті у США 93,149,898  доларів США (за іншими даними 92,955,420 $), а у решті світу 116,046,400  доларів США (за іншими даними 113,500,000 $), тобто загалом 209,196,298  доларів США (за іншими даними 206,455,420 $) при бюджеті 75 млн $.

### Нагороди і номінації[10]
| Рік  | Нагорода                                            | Категорія                                                                 | Номінант                                                          | Результат   |
| ---- | --------------------------------------------------- | ------------------------------------------------------------------------- | ----------------------------------------------------------------- | ----------- |
| 2002 | Кінофестиваль у Сіджасі                             | Найкращий фільм                                                           | Бретт Ретнер                                                      | Номінація   |
| 2003 | Премія «Сатурн»                                     | Найкращий пригодницький фільм, бойовик чи трилер                          | стрічка                                                           | Номінація   |
| 2003 | Премія «Сатурн»                                     | Найкращий актор другого плану                                             | Ральф Файнс                                                       | Номінація   |
| 2003 | Премія «Сатурн»                                     | Найкраща актриса другого плану                                            | Емілі Вотсон                                                      | Номінація   |
| 2003 | Empire Awards                                       | Найкраща британська актриса                                               | Емілі Вотсон                                                      | Номінація   |
| 2003 | Fangoria Chainsaw Awards                            | Найкращий актор другого плану                                             | Ральф Файнс                                                       | Перемога    |
| 2003 | Fangoria Chainsaw Awards                            | Найкращий актор                                                           | Ентоні Гопкінс                                                    | Друге місце |
| 2003 | Fangoria Chainsaw Awards                            | Найкраща актриса другого плану                                            | Емілі Вотсон                                                      | Друге місце |
| 2003 | Нагорода Голлівудської Ґільдії гримерів і перукарів | Найкращий грим акторів                                                    | Джулі Пірс, Ренді Вестґейт, Меттью В. Манґл, Кен Діас Ральф Файнс | Номінація   |
| 2003 | Нагорода лондонського кола кінокритиків             | Британська актриса року другого плану                                     | Емілі Вотсон                                                      | Номінація   |
| 2003 | Teen Choice Awards                                  | Вибір фільму — жахи/трилер                                                | стрічка                                                           | Номінація   |
| 2003 | Нагорода «Світовий трюк»                            | Найкращий трюк з вогнем                                                   | Кеіі Джонстон                                                     | Перемога    |
| 2003 | Нагорода молодому актору                            | Найкраща гра у художньому фільмі — молодий актор віком 10 років і молодше | Тайлер Патрік Джонс                                               | Перемога    |

### Виноски
1. 1 2 3  Red Dragon: Release Info (англ.). Internet Movie Database. Архів оригіналу за 18 березня 2014. Процитовано 27 грудня 2013.
2. 1 2 3 4 5  Red Dragon (англ.). The Numbers. Архів оригіналу за 28 грудня 2013. Процитовано 27 грудня 2013.
3. 1 2 3  Red Dragon (англ.). Box Office Mojo. Архів оригіналу за 3 січня 2014. Процитовано 27 грудня 2013.
4. 1 2  Red Dragon (англ.). Internet Movie Database. Архів оригіналу за 14 січня 2014. Процитовано 27 грудня 2013.
5. ↑  Red Dragon (англ.). AllMovie. Архів оригіналу за 22 лютого 2014. Процитовано 27 грудня 2013.
6. 1 2  Red Dragon: Full Cast & Crew (англ.). Internet Movie Database. Архів оригіналу за 2 березня 2014. Процитовано 27 грудня 2013.
7. ↑  Красный Дракон. Премьеры (рос.). КиноПоиск. Архів оригіналу за 27 грудня 2013. Процитовано 27 грудня 2013.
8. ↑  Red Dragon (англ.). Rotten Tomatoes. Архів оригіналу за 30 листопада 2013. Процитовано 27 грудня 2013.
9. ↑  Red Dragon (англ.). Metacritic. Архів оригіналу за 19 березня 2014. Процитовано 27 грудня 2013.
10. ↑  Red Dragon: Awards (англ.). Internet Movie Database. Архів оригіналу за 21 квітня 2015. Процитовано 27 грудня 2013.